# Thiès
Thiès è la terza città del Senegal per numero d'abitanti ed è il capoluogo della regione omonima. È un centro commerciale e industriale.

## Geografia fisica
Sorge su un altopiano in una zona rurale che si trova 70 km a est di Dakar (percorrendo la N2). Il clima è tropicale a due stagioni, mitigato dalla vicina presenza dell'oceano Atlantico.

## Storia

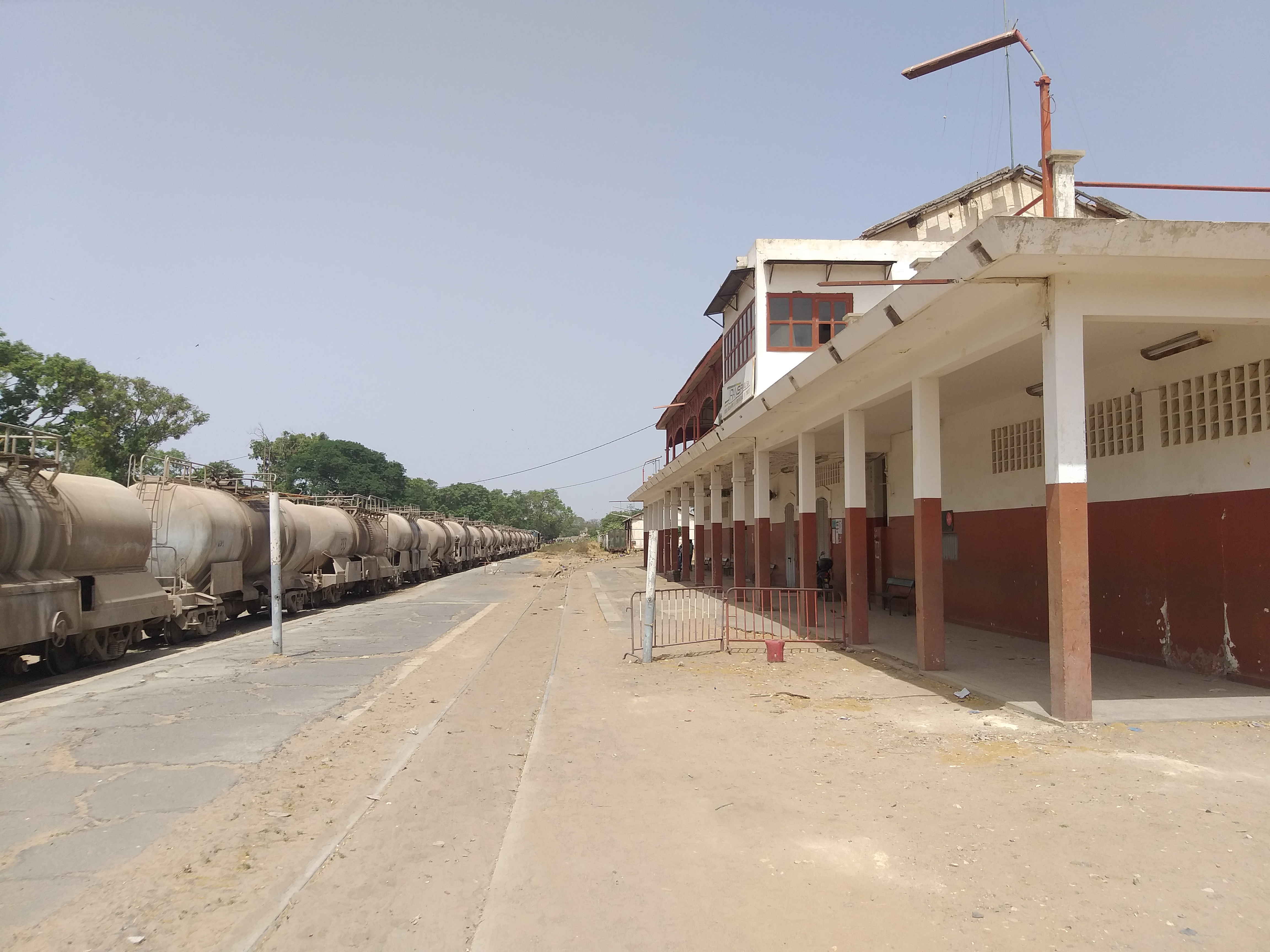
Stazione ferroviaria

Prima della colonizzazione francese, Thiès era una zona boschiva disabitata tra i regni di Cayor e Baol. Nel XVII secolo un sottogruppo etnico del Sereer entrò nel regno di Cayor, e fondarono un villaggio dove oggi sorge il quartiere sud-ovest della città.
L'altopiano acquistò importanza strategica quando le truppe francesi avviarono per espandere il territorio coloniale. Nel 1860, quando invasero la zona, il villaggio contava solamente 75 abitanti.
Nel 1864 vi crearono una base militare e l'esercito francese segnò lo sviluppo della città fondata poi nel 1904. Il primo consiglio comunale fu presieduto da Léopold Sédar Senghor.

## Monumenti e luoghi d'interesse
Nella città si trova anche un cinema, uno dei più antichi ancora operativo in Senegal, un museo di storia, un villaggio di artigianato senegalese (MSAD) dove si possono trovare manufatti e tappezzeria.
Sono ormai pochi i resti di antiche fortificazioni coloniali.

## Società

### Evoluzione demografica
La popolazione è in forte aumento, come evidenziato dalle stime ufficiali degli ultimi decenni:

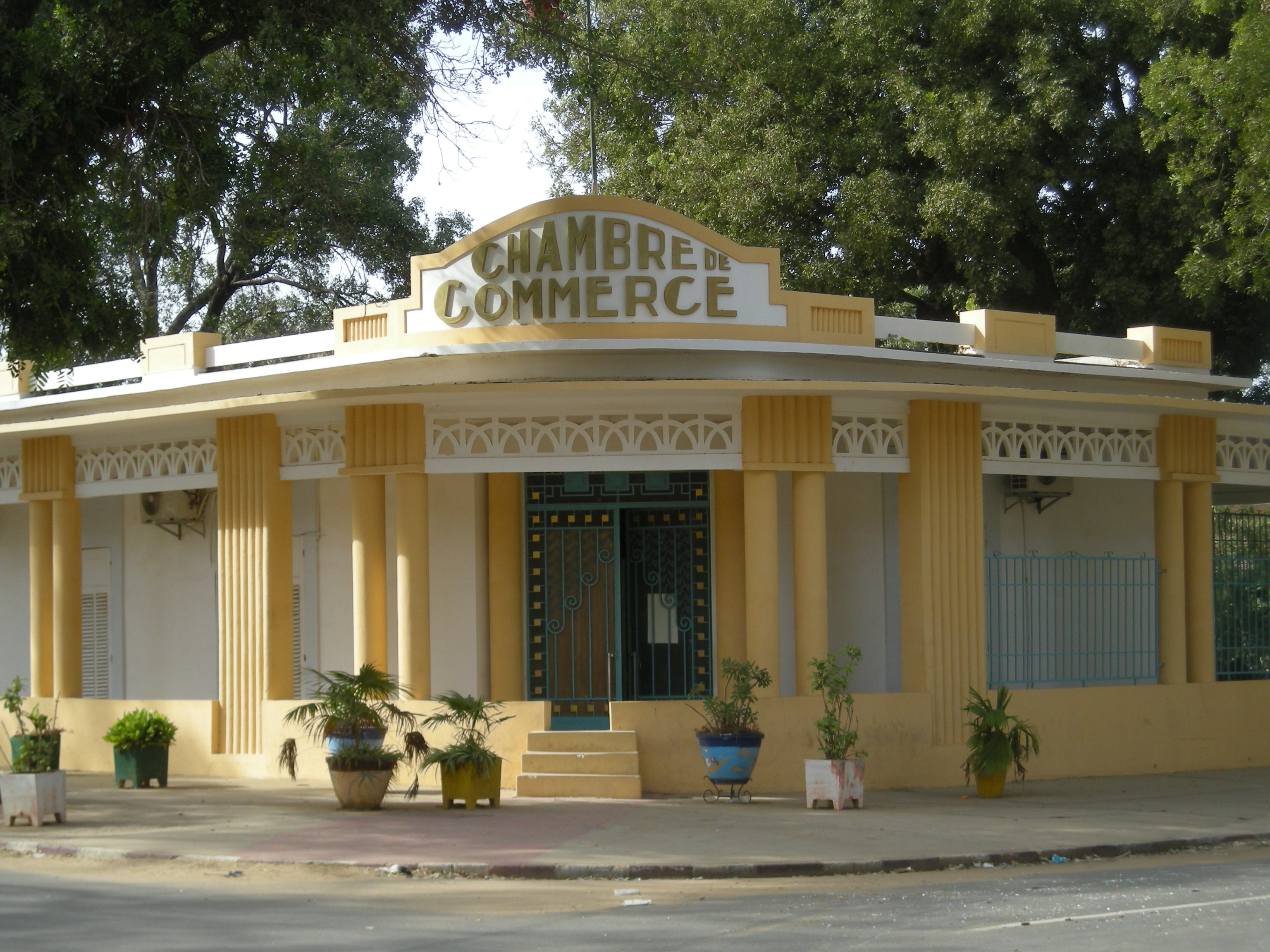
Centro commerciale

- nel 2013 - 317.763 abitanti;
- nel 2007 - 263.493 abitanti;
- nel 2002 - 237.849 abitanti;
- nel 1988 - 175.465 abitanti;
- nel 1976 - 115.245 abitanti.

### Religione
Thiès è abitata da una numerosa comunità Islamica.
Sono presenti anche 21 parrocchie appartenenti alla diocesi di Thiès, sede della Chiesa cattolica suffraganea dell'arcidiocesi di Dakar, attualmente retta dal vescovo Jacques Sarr.

## Economia
Thiès è anche una grande città industriale infatti, una gran parte della popolazione lavora in cantieri ferroviari, officine, imprese locali o nelle miniere di alluminio e fosfato, della vicina Palo.
La città è molto conosciuta per la sua produzione di arazzi, lavorati a mano con antichissime tecniche tramandate di generazione in generazione. Nel 1966 venne costruita una delle più grandi fabbriche del paese per la produzione di lavori progettati da famosi artisti del Senegal.
I prodotti principali dell'agricoltura delle zone circostanti sono: il riso, le arachidi, la manioca, il miglio, oltre alla frutta. Nella città c'è una forte produzione di carne.

## Cultura

### Istruzione
Le scuole più importanti presenti a Thiès sono; una scuola politecnica rinomata nel paese, la scuola Daniel Brottier (il cui nome rende omaggio al padre Brottier missionario francese) costruita nel 1950 dai cattolici, sotto la guida di Edward Gerard e il collegio Bassirou Mbacke che aspira a essere in prima linea sul fronte dell'istruzione digitale in Senegal.

## Infrastrutture e trasporti

### Strade
La principale via d'accesso è l'autostrada A2. Il tessuto urbano è attraversato dalla RN 2 che unisce Dakar a Saint-Louis e al nord del Senegal. Dalla città parte anche la RN 3 per l'est del Paese e la frontiera mauritana.

### Ferrovie
La città è un raccordo ferroviario della linea Niger-Dakar (costruita tra il 1906 e il 1923), la quale porta in direzione est a Dakar, direzione ovest a Bamako e verso nord a Saint-Louis.
Nel 1937 e poi ancora nel 1947 si verificarono ripetuti scioperi dei lavoratori delle ferrovie volti all'ottenimento dell'indipendenza dalla Francia.

## Amministrazione

### Gemellaggi
- Caen, dal 1957
- Susa, dal 1965
- Solingen, dal 1990